# Lichtautomatik

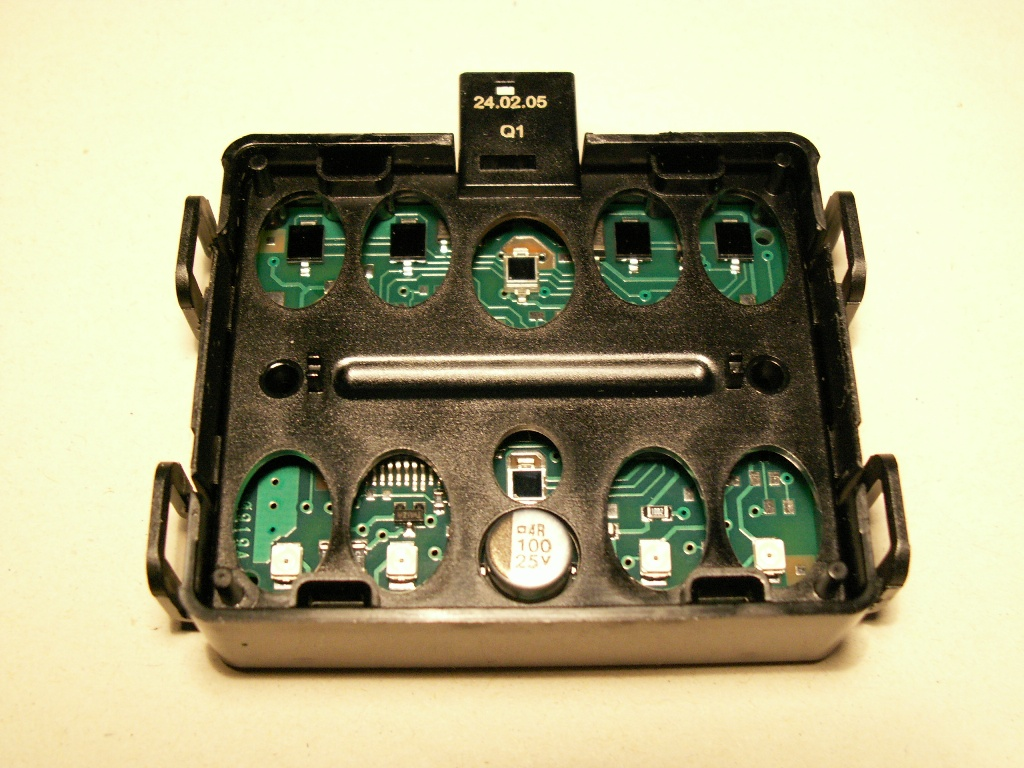
Auswerteelektronik eines Licht-/Regensensors (ohne Optik)

Die Lichtautomatik ist der umgangssprachliche Begriff für eine teilautomatisierte Fahrlichtschaltung in Kraftfahrzeugen. Dabei übernimmt eine Regelelektronik festgelegte Schaltvorgänge der Beleuchtung des Fahrzeugs durch Auswertung von angeschlossener Sensorik.

## Aufbau
Die Fahrzeugbeleuchtung wird bei Einsatz einer automatischen Fahrlichtsteuerung nicht mehr direkt von dem Fahrer bedient, sondern von einem elektronischen Steuergerät. An diese Steuereinheit sind Sensoren zum Prüfen der Außenverhältnisse des Fahrzeugs angeschlossen oder direkt integriert. Je nach Situation werden einzelne oder mehrere Elemente der Fahrzeugbeleuchtung geschaltet.
Die benutzten Sensoren sind ein Lichtsensor (meist hinter dem oberen Teil der Windschutzscheibe befestigt) und in vielen Fällen ein Regensensor, welcher gleichzeitig in der Lage ist, die Scheibenwischer zu steuern. Durch Vernetzung mit anderen Steuergeräten des Fahrzeuges können weitere Daten zur Realisierung komplexerer Schaltfunktionen ausgewertet werden.

## Funktionsweise
Das automatische Ein- bzw. Ausschalten des Abblendlichtes ist von folgenden Bedingungen abhängig:
- das Erreichen bestimmter Helligkeitswerte (z. B. Tunneldurchfahrten)
- das Überschreiten einer bestimmten Grenzgeschwindigkeit (z. B. 140 km/h)
- das Eintreten von Starkregen (gesteuert durch den Regensensor)

Um ein kurzzeitiges Ein- und Ausschalten zu vermeiden, das vom Fahrer bzw. anderen Verkehrsteilnehmern als Flackern wahrgenommen werden könnte, wird in Grenzbereichen mit der Hilfe einer Zeitkomponente der Steueralgorithmus um eine Hysterese ergänzt.
Zu jedem Zeitpunkt kann der Fahrer aber die Steuerung der Beleuchtung übernehmen. Auf jeden Fall ist es ihm immer möglich, das Abblendlicht von sich aus einzuschalten. Das Ausschalten des Lichtes durch den Fahrer ist jedoch nur durch Ausschalten der Automatik möglich.

## Weitere Komfortmerkmale
Je nach Ausführung des Steuergerätes kann die Lichtautomatik neben dem Abblendlicht  auch die Beleuchtung des Innenraums steuern. So kann die Innenbeleuchtung nur bei Dunkelheit aktiviert werden. Ebenso kann nach Ausschalten des Motors das Abblendlicht in der Dunkelheit für einige Zeit angeschaltet bleiben (Coming-Home-Funktion), damit das Fahrzeug besser sichtbar bleibt (Gefahr durch aussteigende Mitfahrer) oder damit die Insassen ihre Umgebung besser wahrnehmen (z. B. in Garagen ohne Licht). Auch eine Leaving-Home-Funktion kann implementiert sein, bei der nach Entriegeln des Fahrzeuges eine Orientierungsbeleuchtung für eine bestimmte Zeit eingeschaltet wird.

## Vor- und Nachteile
Vorteile:
- Der Fahrer kann sich auf die Automatik (meist) verlassen und es ist (gerade bei Dämmerung und Regen) eine höhere Verkehrssicherheit gegeben, da das Fahrzeug besser gesehen wird.
- Solange keine manuelle Steuerung vorgenommen wird, kann es nicht passieren, dass die Autobatterie durch eingeschaltete Abblendscheinwerfer entladen wird, da die Lichtautomatik mit einem speziell entworfenen Reservespeicher arbeitet.

Nachteile:
Größter Nachteil einer Lichtautomatik ist der Gewöhnungseffekt:
- Der Fahrer verlässt sich auf die Automatik und kümmert sich nicht mehr selbst um die Beleuchtung. Dies kann dazu führen, dass bei manueller Aktivierung des Abblendlichtes das Ausschalten vergessen wird, was wiederum zum Entladen der Autobatterie führen kann.
- Da der Fahrer die äußeren Bedingungen nicht mehr hinsichtlich der Benutzung des Abblendlichtes beachtet, kann dies dazu führen, dass er während der Fahrt mit einem Wagen ohne (oder mit abgeschalteter) Lichtautomatik vergisst, die Beleuchtung einzuschalten (gerade in der Dämmerung und bei dichtem Regen). Dadurch verringert sich die momentane Verkehrssicherheit des Fahrzeugs.
- Es gibt ebenfalls Situationen, in denen die Automatik das Einschalten für nicht notwendig erachtet, während eine Fahrt mit Licht die Sicherheit erhöhen würde (Beginn der Dämmerung, einsetzender Regen, Nebel, Schneefall). Der Fahrer muss dann trotzdem die Steuerung der Beleuchtung übernehmen, was durch den Gewöhnungseffekt jedoch häufig vergessen wird und zu erheblicher Verkehrsgefährdung führen kann.

## Verbreitung und Ausblick
Viele neuere Fahrzeugtypen lassen sich mit einer Lichtautomatik ausstatten (meist gegen Aufpreis und in Kombination mit einer Regenautomatik). Seit dem Einsatz dieser Technik wurden auch die Kenngrößen der Steuerung kontinuierlich verbessert, sodass die Automatik immer zuverlässiger wurde. Inzwischen gibt es auch eine automatische Steuerung des Fernlichts (Fernlichtassistent), die die Situation vor dem Fahrzeug andauernd analysiert und das Fernlicht entsprechend ein- oder ausschaltet.